# 부흐스 (장크트갈렌주)
부흐스(독일어: Buchs)는 스위스의 장크트갈렌주에]있는 베르덴베르크의 발크라이스(선거구)에 있는 자치체이다. 리히텐슈타인과 국경을 접하고 있다. 부흐스는 2002년에 공식적으로 도시(독일어: Stadt)가 되었다.

## 역사
부흐스는 765년 쿠어의 주교 텔로의 유언에서 de Pogio로 처음 언급되었다. 1213년에 이곳은 Buchs로 언급되었는데, 베르덴베르크 백작이 소유했을 때였다. 1404년부터 베르덴베르크 영지는 몽포르 백작의 소유가 되었고, 1483년 삭스 가문의 존 페터 백작이 계승했다.
1517년에 이 지역은 개신교 종교 개혁을 시행한 글라루스 시민들이 인수했다. 부흐스는 1798년부터 1803년까지 단명한 나폴레옹 헬베티아 공화국의 린트주에 통합되었으며, 이때 새로 설립된 장크트갈렌주로 넘어갔다.

## 지리
부흐스는 2006년 현재 16k㎡의 면적을 가지고 있다. 이 면적 중 39.6%는 농업용으로 사용되며 27.8%는 산림이다. 나머지 토지 중 25.1%는 정착지(건물 또는 도로)이고, 나머지(7.5%)는 불모지(강 또는 호수)이다.
시정촌은 베르덴베르크 발크라이스에 있다. 장크트갈렌 라인 계곡(독일어 : Rheintal)과 발크라이스의 수도를 위한 쇼핑, 산업 및 서비스 센터이다. 이곳은 부흐스의 마을과 레피스와 부르커아우의 큰 마을 뿐만 아니라 부흐서베르크에 흩어져있는 정착지로 구성되어 있다.
리히텐슈타인과 국경을 접하고, 샨(Schaan) 마을 옆에 있다.

## 인구통계
2020년 12월 31일 기준, 부흐스의 인구는 13,053명이다. 2007년 기준으로 전체 인구의 약 30.4%가 외국인이다. 외국인 인구(2000년 기준) 중 독일 181명, 이탈리아 412명, 유고슬라비아 외 1,199명, 오스트리아 189명, 터키 168명, 타국 470명이다. 지난 10년 동안 인구는 5.4%의 비율로 증가했다. 대부분의 인구(2000년 기준)는 독일어(84.9%)를 사용하며 세르보크로아티아어가 두 번째로 많이 사용(3.8%)되고 알바니아어가 세 번째(2.9%)로 사용된다. 스위스 공용어(2000년 현재), 8,826명이 독일어, 62명이 프랑스어, 282명이 이탈리아어, 39명이 로만슈어를 사용한다.
2000년 현재 부흐스의 연령 분포는 다음과 같다. 1,165명(인구의 11.2%)이 0~9세, 1,299명(12.5%)이 10~19세이다. 성인 인구 중 1,430명(인구의 13.8%)이 20~29세이다. 1,713명(16.5%)이 30~39세, 1,454명(14.0%)이 40~49세, 1,335명(12.8%)이 50~59세이다. 고령자 분포는 969명(인구의 9.3%)이 60세 이상이다. 69세는 70~79세가 6.3%, 80~89세가 330명(3.2%), 90~99세가 54명(0.5%)이다.
2000년에는 1,687명(인구의 16.2%)이 개인 주택에 혼자 살고 있었다. 자녀가 없는 부부(기혼 또는 약혼)의 일부인 2,285명(또는 22.0%)과 자녀가 있는 부부의 일부인 5,070명(또는 48.8%)이 있었다. 한부모 가정에 거주하는 사람은 725명(또는 7.0%)이었으며, 한부모 또는 양부모와 함께 사는 성인 자녀가 70명, 친척으로 구성된 가구에 거주하는 사람이 36명, 혈연이 아닌 사람, 379명이 시설에 수용되었거나 다른 유형의 공동 주택에 거주하고 있다.
2007년 연방 선거에서 가장 인기 있는 정당은 36.3%의 득표율을 기록한 SVP였다. 그 다음으로 가장 인기 있는 세 정당은 SP (23%), FDP (15.8%), CVP (9.9%)였다.
역사적 인구는 다음 표에 나와 있다.
| 년도 | 인구   |
| ---- | ------ |
| 1831 | 1,781  |
| 1850 | 2,015  |
| 1900 | 3,851  |
| 1950 | 5,204  |
| 2000 | 10,399 |

## 교육

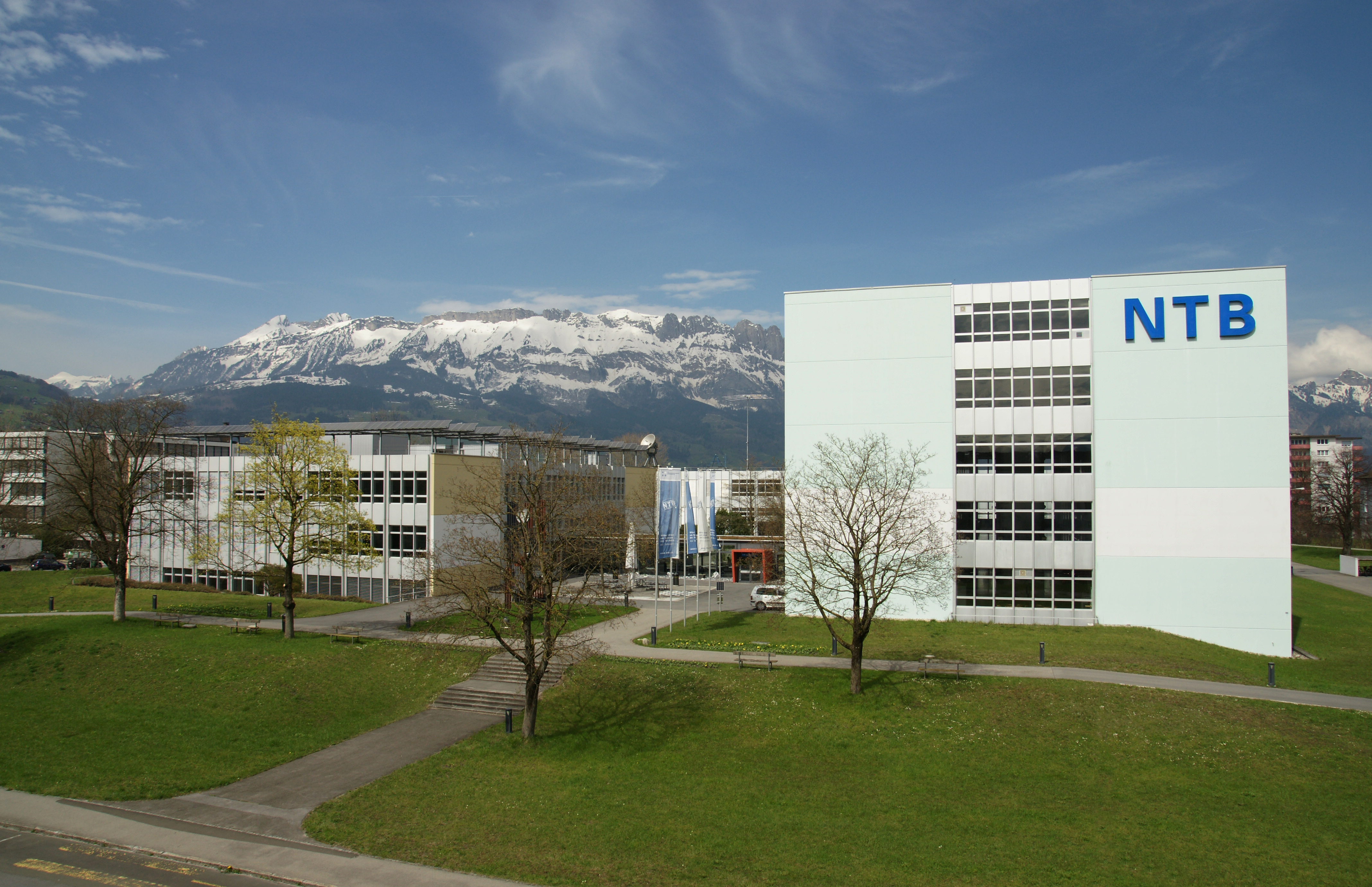
NTB Interstate University of Applied Sciences of Technology Buchs

브흐스에서는 인구의 약 65.8%(25-64세)가 필수가 아닌 고등 교육 또는 추가 고등교육(대학 또는 응용학문대학)을 완료했다. 2000년 현재 부흐스의 전체 인구 중 교육 수준이 가장 높은 사람은 2,338명(인구의 22.5%)이 초등교육을 이수했으며, 3,871명(37.2%)이 중등교육을 이수했으며, 1,035명(10.0%)이 다닌다. 고등학교이며 505(4.9%)는 학교에 다니지 않는다. 나머지는 이 질문에 대답하지 않았다.
부흐스에는 NTB Interstate 응용과학대학 부흐스가 있다. NTB는 인정된 응용과학 대학인 FHO인 Fachhochschule Ostschweiz의 일부이다. NTB는 몇 가지 공학 과목에서 이학 학사 및 이학 석사 학위를 제공한다.
라인탈 국제학교, Pre K-12는 아동의 지적, 신체적, 사회적, 정서적 필요를 충족하도록 설계된 균형 잡힌 영어 교육 프로그램을 제공한다. ISR은 세 가지 국제 학사 프로그램을 모두 제공할 권한이 있다. 초등 프로그램, 중년 프로그램 및 디플로마 프로그램.

## 관광

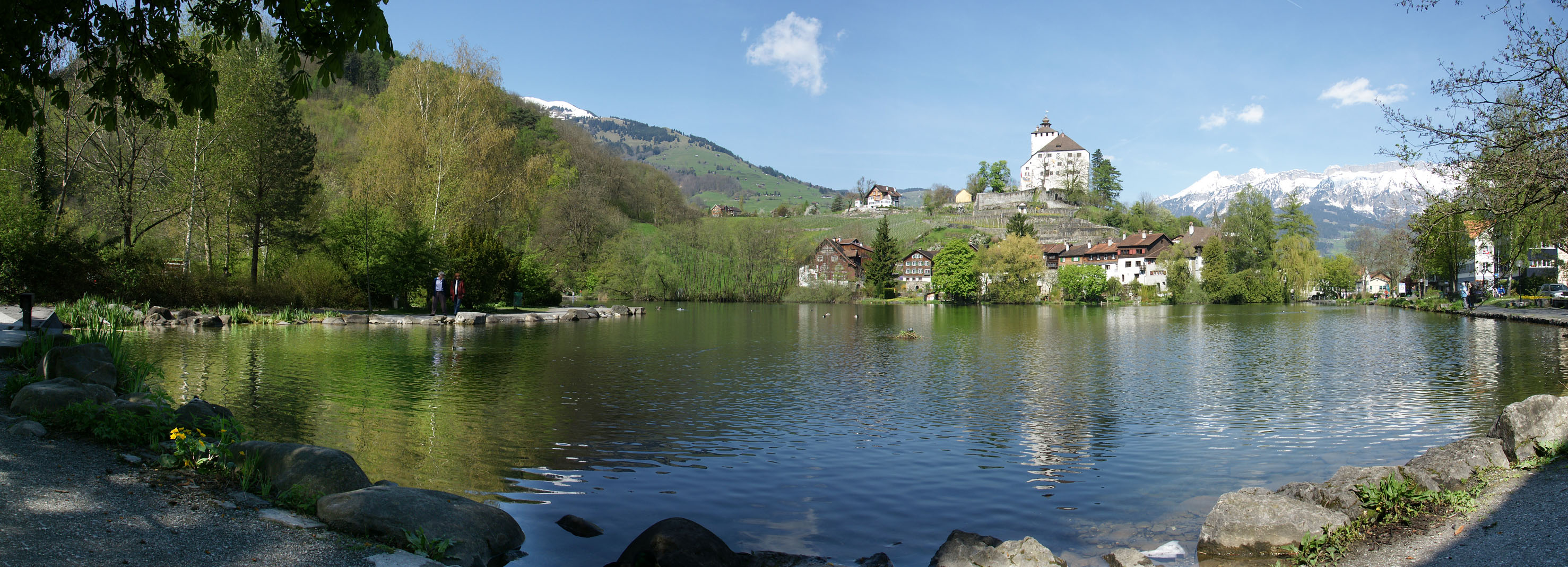
베르덴베르크성

부흐스와 그랍스가 공유하는 베르덴베르크성 주변 지역은 스위스 유산 목록의 일부로 지정되었다.

## 경제
2007년 현재 부흐스의 실업률은 1.8%이다. 2005년 기준으로 1차 경제 부문에 143명이 고용되어 있으며, 이 부문에 약 41개 기업이 참여하고 있다. 1,624명이 2차 부문에 고용되어 있고, 이 부문에 112개의 기업이 있다. 4,147명이 3차 부문에 고용되어 있으며, 이 부문에는 537개의 기업이 있다.
2009년 10월 현재 평균 실업률은 4.0%이다. 지자체에는 698개의 기업이 있었고, 그 중 116개는 경제의 2차 부문에 참여했고, 550개는 3차 부문에 참여했다.
화학 및 생명 과학 회사인 Sigma-Aldrich는 2014년 독일에 기반을 둔 Merck Group에 인수되었다. 현재 생산 현장은 부흐스에서 500명 이상의 직원과 2억 유로 이상의 매출을 올리는 Merck라는 이름으로 운영되고 있다.
2000년 기준으로 2,671명의 주민이 시정촌에서 일했고 2,688명이 부흐스 외곽에서 일했고 3,641명이 일을 위해 시정촌으로 통근했다.

## 종교
2000년 인구 조사에 따르면 3,524명(33.9%)이 로마 가톨릭 신자이고, 4,287명(41.2%)이 스위스 개혁 교회에 속해 있다. 나머지 인구 중 크리스찬 가톨릭 교회 신자는 6명(인구의 약 0.06%), 정교회 신자는 274명(인구의 약 2.63%)이며, 다른 기독교 교회에 속한 304명(인구의 약 2.92%)이다. 939명(인구의 약 9.03%)이 이슬람교도이다. 다른 교회에 속해 있는 68명(약 0.65%)(인구 조사에 등재되지 않음)이 있으며, 671명(또는 인구의 약 6.45%)이 어떤 교회에도 속하지 않고, 불가지론자 또는 무신론자, 그리고 326명의 개인(또는 인구의 약 3.13%)이 질문에 대답하지 않았다.

## 교통
- 부흐스 SG역

## 같이 보기
- 부흐스 SG역